# Verner Järvinen

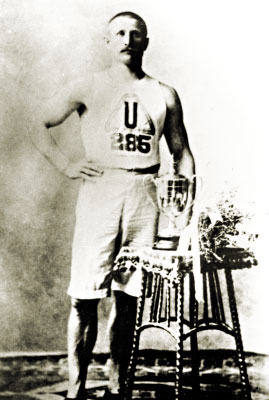
Verner Järvinen luego de ganar un trofeo.

Venne "Verner" Järvinen (Juupajoki, 4 de marzo de 1870 - Tampere, 31 de enero de 1941) fue un atleta de lanzamiento de disco finlandés que participó en 1908, ganando una medalla de bronce en la prueba de disco griego, retirada del actual programa de Juegos Olímpicos.
Dos años antes, participó Järvinen en los Juegos Olímpicos intercalados de 1906 donde obtuvo dos medallas en el lanzamiento de pruebas contundentes.